# Леженко, Григорий Филиппович
Леженко Григорий Филиппович (род. 24 июня 1951, Черкасская область) — советский горняк, проходчик шахты имени В. И. Ленина производственного объединения «Кривбассруда» (Кривой Рог). Народный депутат СССР 12-го созыва (1989). Лауреат Государственной премии Украинской ССР в области науки и техники (1987).

## Биография
Родился 24 июня 1951 года в Черкасской области. Украинец.
В 1970—1989 годах — крепильщик, проходчик, машинист скреперной лебёдки на шахте имени В. И. Ленина рудоуправления имени В. И. Ленина производственного объединения «Кривбассруда» (Кривой Рог).
В 1985 году окончил Днепропетровский горный институт имени Артёма.
Член КПСС. Делегат XVIII съезда ЛКСМУ, делегат XVIII съезда ВЦСПС (1978). Бригадир проходческой бригады, новатор производства, победитель всесоюзных соревнований. Дважды участвовал в ВДНХ СССР и дважды в ВДНХ УССР.
С 1989 года — народный депутат СССР в Совете национальностей от Криворожского национально-территориального избирательного округа № 40 Украинской ССР. Член Комитета Верховного Совета СССР по вопросам гласности, прав и обращений граждан.

## Награды
- Орден Трудовой Славы 2-й и 3-й степеней;
- Почётный горняк СССР (1983);
- Государственная премия Украинской ССР в области науки и техники (1987) — за выдающиеся достижения в труде[3];
- Премия Ленинского комсомола (1977);
- Знак «Шахтёрская слава» 2-й и 3-й степеней;
- медаль ВДНХ.